# Maurine, and Other Poems
Maurine, and Other Poems – tomik wierszy amerykańskiej poetki Elli Wheeler Wilcox. Zbiorek zawiera poemat Maurine, który ukazał się po raz pierwszy w 1876 w Milwaukee, i kilkadziesiąt innych utworów. W tym kształcie po raz pierwszy został opublikowany w 1882 w Chicago. Okazał się bardzo popularny, o czym świadczą kolejne wydania, następujące po sobie w zaledwie kilkuletnich odstępach. Zbiorek wznowiono między innymi w 1888, 1890 i 1892. Był on w kolejnych edycjach poszerzany o nowe wiersze. W wydaniu z 1895 liczył ponad sto utworów. W tomiku znalazły się między innymi wiersze All Roads that Lead to God are Good, Dust-sealed, Advice, Over the Banisters, The Past i Secrets, jak również Applause, The Story, Lean Down i Life.